# Lars Johan Hierta
Lars Johan Hierta (23. januar 1801 i Uppsala—20. november 1872 i Stockholm) var en svensk publicist og rigsdagsmand.
Hierta blev knap 14 år gammel student i Uppsala, og 20 år gammel var han både Dr. phil. og cand. jur. 1821 blev han ansat i Bjergværkskollegiet, hvor han 1825 forfremmedes til notarie og længe gjorde tjeneste som sekretær, hvorhos han ved flere lejligheder var tilforordnet bjergmester, senest 1830. På Rigsdagen 1823 var Hierta kancellist hos Ridderskabet og Adelen og på den følgende rigsdag notarie samt medlem af stænderne, til hvis liberale parti han fra begyndelsen af sluttede sig. Efter at have været medarbejder ved forskellige blade og 1829 at have købt et trykkeri begyndte han december 1830 at udgive Aftonbladet, som blev forkæmper for alle tidens frisindede rørelser. Efter Karl Johans død 1844 var "Aftonbladet" i 3 år regeringsvenligt, men genindtog 1847 en oppositionel holdning. 1851 solgte Hierta sit blad (som da var Sveriges mest udbredte avis). 1828—58 som medlem af Ridderskabet og Adelen og 1859—66 af borgerstanden virkede Hierta for udvidet nærings- og handelsfrihed, for offentlighed ved underdomstole, for repræsentationens omdannelse, de højere skolers omskabelse, formildelse i lovene, udvidelse af kvindens borgerlige rettigheder, sparsommelighed med statens midler med mere.
1866—72 var Hierta medlem af Rigsdagens andet kammer. Som forretningsmand havde han stort held med sig i sine klogt beregnede foretagender; han virkede som bogtrykker, bogforlægger, fabrikant af kemiske produkter og stearinlys, fabrik- og savværksejer, silkefabrikant (på sin ejendom Barnängen) og importør. Han deltog også en tid i forsøgene på at opdyrke Gotlands moser. Hans enke skænkede 100 000 kroner til et professorat i nationaløkonomi ved Stockholms Högskola og 400 000 kroner til oprettelse af en stiftelse, Lars Hiertas minne, hvilken ifølge den 1879 stadfæstede fundats skal "virke for det menneskelige fremskridt".